# 보로비아

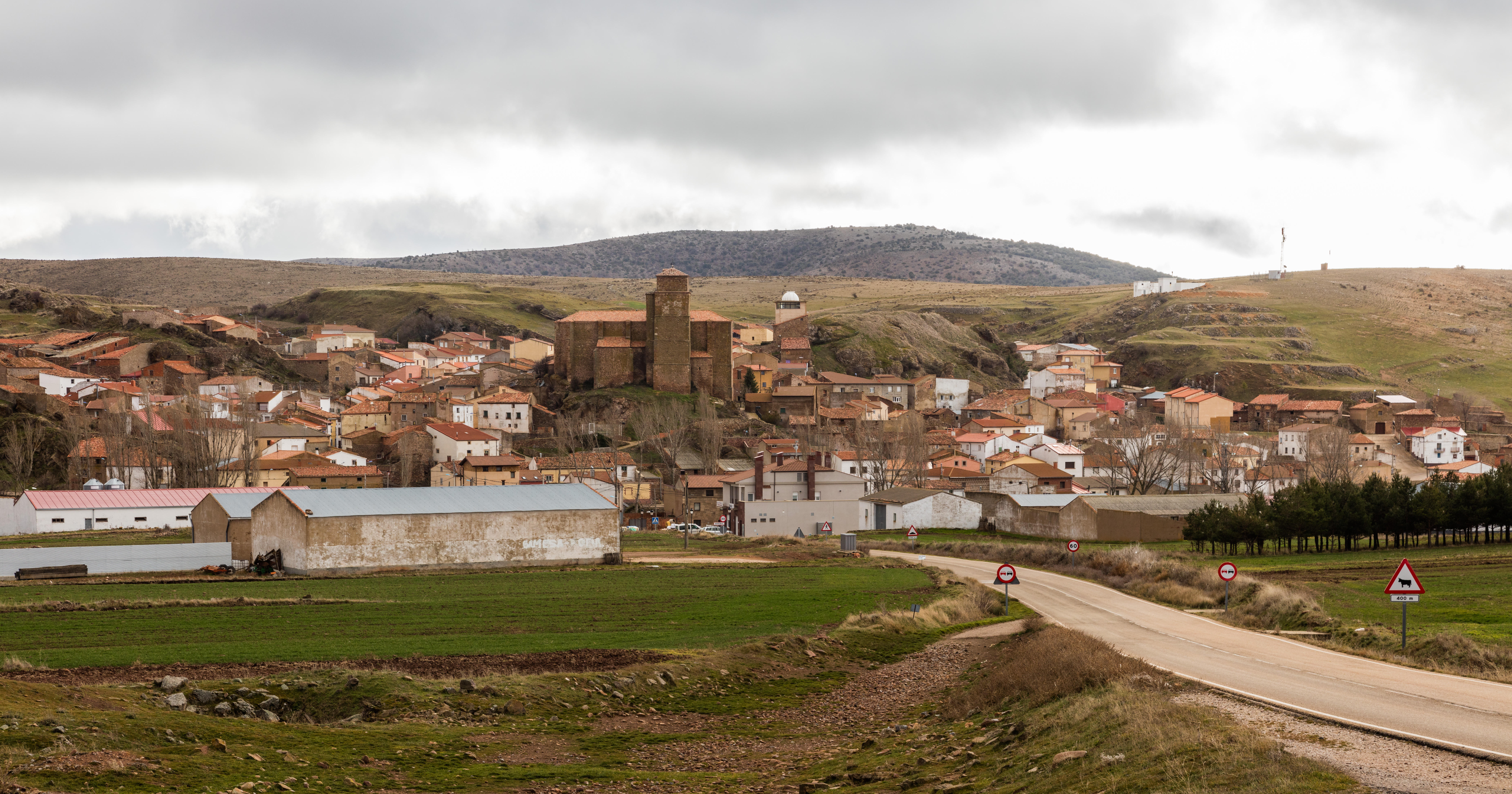

보로비아(Borobia)는 스페인 카스티야이레온주 소리아도에 위치한 지방 자치체이다. 2004년 인구 조사(스페인 통계청)에 따르면 이 지방 자치체의 인구 수는 347명이다. 콩키스타도르 아렐라노(Tristán de Luna y Arellano)의 출생지이다.